# Michael Cullen
Pour les articles homonymes, voir Cullen.
Michael J. Cullen (1884–1936) est un commerçant américain, considéré comme l'inventeur du supermarché.
Fils d'émigrés irlandais, et ancien employé de Kroger, il ouvre en août 1930 un supermarché « King Kullen » à New York, dans un ancien garage du Queens. Cullen y amasse des tonnes de marchandises avancées par un ami grossiste. Il reprend aussi à bon compte les stocks que ne parviennent pas à écouler des fabricants, pris à la gorge par la crise économique. Il ne met en place ni vitrine ni comptoir, et empile les cartons de lessive, les caisses de conserves et les casiers à bouteilles les uns sur les autres. Les cageots de fruits et légumes sont posés à même le sol. 
Libre-service, présentation sommaire, « tout sous le même toit », large choix vendus 40 % moins chers que ses concurrents, publicités dans la presse : les bases du concept du supermarché sont posés. Le succès est rapide. À sa mort en avril 1936, à 52 ans, Michael Cullen exploitait une cinquantaine de supermarchés.
La société existe toujours et a gardé son indépendance.

## Sources
- Les inventeurs du commerce moderne, Etienne Thil, Arthaud, 1966
- Site de la société Kingcullen